# Shirley Strickland
Shirley Strickland o Shirley Strickland de la Hunty (Northam, Austràlia 1925 - Perth 2004) fou una atleta australiana especialista en proves de velocitat, relleus i salt amb tanques. Al llarg de la seva carrera guanyà set medalles olímpiques.

## Biografia
Va néixer el 18 de juliol de 1925 a la ciutat de Northam, població situada a l'estat d'Austràlia Occidental. Estudià ciències i física a la Universitat d'Austràlia Occidental, on es diplomà el 1945 i 1946 respectivament. L'any 1950 es casà amb el geòleg Lawrence Edmund de la Hunty, del qual agafà el cognom.
Va morir l'11 de febrer de 2004 a la seva residència de Perth.

## Carrera esportiva
Va participar, als 23 anys, en els Jocs Olímpics d'Estiu de 1948 celebrats a Londres (Regne Unit), on va aconseguir guanyar la medalla de plata en la prova de relleus 4x100 metres i la medalla de bronze en els 100 metres llisos i els 80 metres tanques. En aquests mateixos Jocs finalitzà quarta en la prova dels 200 metres llisos.
En els Jocs Olímpics d'Estiu de 1952 realitzats a Hèlsinki (Finlàndia) aconseguí guanyar la medalla d'or en els 80 metres tanques, establint un nou rècord olímpic, i revalidà la medalla de bronze en els 100 metres llisos. Així mateix finalitzà cinquena en els relleus 4x100 metres amb l'equip australià.
En els Jocs Olímpics d'Estiu de 1956 realitzats a Melbourne (Austràlia) revalidà el seu títol olímpic dels 80 metres tanques, on establí un nou rècord olímpic, i aconseguí guanyar la medalla d'or en els relleus 4x100 metres. Participà, així mateix, en els 100 metres llisos, si bé fou eliminada en la primera ronda.
Al llarg de la seva carrera guanyà cinc medalles en els Jocs de l'Imperi Britànic, entre elles tres medalles d'or.
Durant els Jocs Olímpics d'Estiu de 2000 realitzats a Sydney (Austràlia) fou una de les portadores de la Torxa Olímpica en la seva entrada a l'Stadium Australia, moments abans d'encendre's el pebeter.